# شيبارتون
شيبارتون هي مدينة، تتبع ولاية فيكتوريا، وCity of Greater Shepparton ‏، وElectoral district of Shepparton ‏، وDivision of Murray ‏، بلغ عدد سكانها 31٬197  نسمة، في 2016، رمزها البريدي هو 3630.

## المناخ
يظهر الجدول التالي التغييرات المناخية على مدار السنة لشيبارتون:
| البيانات المناخية لـشيبارتون      | البيانات المناخية لـشيبارتون | البيانات المناخية لـشيبارتون | البيانات المناخية لـشيبارتون | البيانات المناخية لـشيبارتون | البيانات المناخية لـشيبارتون | البيانات المناخية لـشيبارتون | البيانات المناخية لـشيبارتون | البيانات المناخية لـشيبارتون | البيانات المناخية لـشيبارتون | البيانات المناخية لـشيبارتون | البيانات المناخية لـشيبارتون | البيانات المناخية لـشيبارتون | البيانات المناخية لـشيبارتون |
| الشهر                             | يناير                        | فبراير                       | مارس                         | أبريل                        | مايو                         | يونيو                        | يوليو                        | أغسطس                        | سبتمبر                       | أكتوبر                       | نوفمبر                       | ديسمبر                       | المعدل السنوي                |
| --------------------------------- | ---------------------------- | ---------------------------- | ---------------------------- | ---------------------------- | ---------------------------- | ---------------------------- | ---------------------------- | ---------------------------- | ---------------------------- | ---------------------------- | ---------------------------- | ---------------------------- | ---------------------------- |
| الدرجة القصوى °م (°ف)             | 46.2 (115.2)                 | 46.1 (115.0)                 | 39.7 (103.5)                 | 34.4 (93.9)                  | 25.7 (78.3)                  | 21.5 (70.7)                  | 20.6 (69.1)                  | 24.8 (76.6)                  | 31.8 (89.2)                  | 36.8 (98.2)                  | 41.2 (106.2)                 | 42.8 (109.0)                 | 46.2 (115.2)                 |
| متوسط درجة الحرارة الكبرى °م (°ف) | 31.8 (89.2)                  | 31.1 (88.0)                  | 27.4 (81.3)                  | 22.5 (72.5)                  | 17.6 (63.7)                  | 14.2 (57.6)                  | 13.2 (55.8)                  | 15.0 (59.0)                  | 18.3 (64.9)                  | 22.2 (72.0)                  | 26.2 (79.2)                  | 28.9 (84.0)                  | 22.4 (72.3)                  |
| متوسط درجة الحرارة الصغرى °م (°ف) | 15.2 (59.4)                  | 15.1 (59.2)                  | 12.3 (54.1)                  | 8.5 (47.3)                   | 5.6 (42.1)                   | 3.9 (39.0)                   | 3.4 (38.1)                   | 3.7 (38.7)                   | 5.4 (41.7)                   | 7.3 (45.1)                   | 10.7 (51.3)                  | 12.7 (54.9)                  | 8.6 (47.5)                   |
| أدنى درجة حرارة °م (°ف)           | 5.6 (42.1)                   | 5.0 (41.0)                   | 3.4 (38.1)                   | −0.6 (30.9)                  | −3.1 (26.4)                  | −5.9 (21.4)                  | −4.7 (23.5)                  | −6.3 (20.7)                  | −2.2 (28.0)                  | −0.4 (31.3)                  | 0.3 (32.5)                   | 4.0 (39.2)                   | −6.3 (20.7)                  |
| الهطول مم (إنش)                   | 27.5 (1.08)                  | 40.5 (1.59)                  | 32.2 (1.27)                  | 33.7 (1.33)                  | 33.9 (1.33)                  | 39.7 (1.56)                  | 42.8 (1.69)                  | 45.7 (1.80)                  | 37.2 (1.46)                  | 31.5 (1.24)                  | 50.1 (1.97)                  | 31.8 (1.25)                  | 441.6 (17.39)                |
| متوسط أيام هطول الأمطار           | 4.6                          | 4.7                          | 5.3                          | 5.4                          | 9.9                          | 11.9                         | 14.8                         | 12.7                         | 9.8                          | 8.2                          | 6.8                          | 5.4                          | 99.5                         |
| Average afternoon رطوبة نسبية (%) | 28                           | 33                           | 35                           | 43                           | 56                           | 66                           | 68                           | 61                           | 53                           | 44                           | 38                           | 31                           | 46                           |
| المصدر: Bureau of Meteorology.    |                              |                              |                              |                              |                              |                              |                              |                              |                              |                              |                              |                              |                              |

## مدن توأم
المدن التوأم:
- نوفاتو، مارين، كاليفورنيا
- كورتشي.

## أعلام
- بريت لانكستر
- بيث موني
- فينس ليا
- جاك فيندلي
- لي نايلور
- فرانك كاميرون
- ألان وايت